# Kirchdorf im Wald

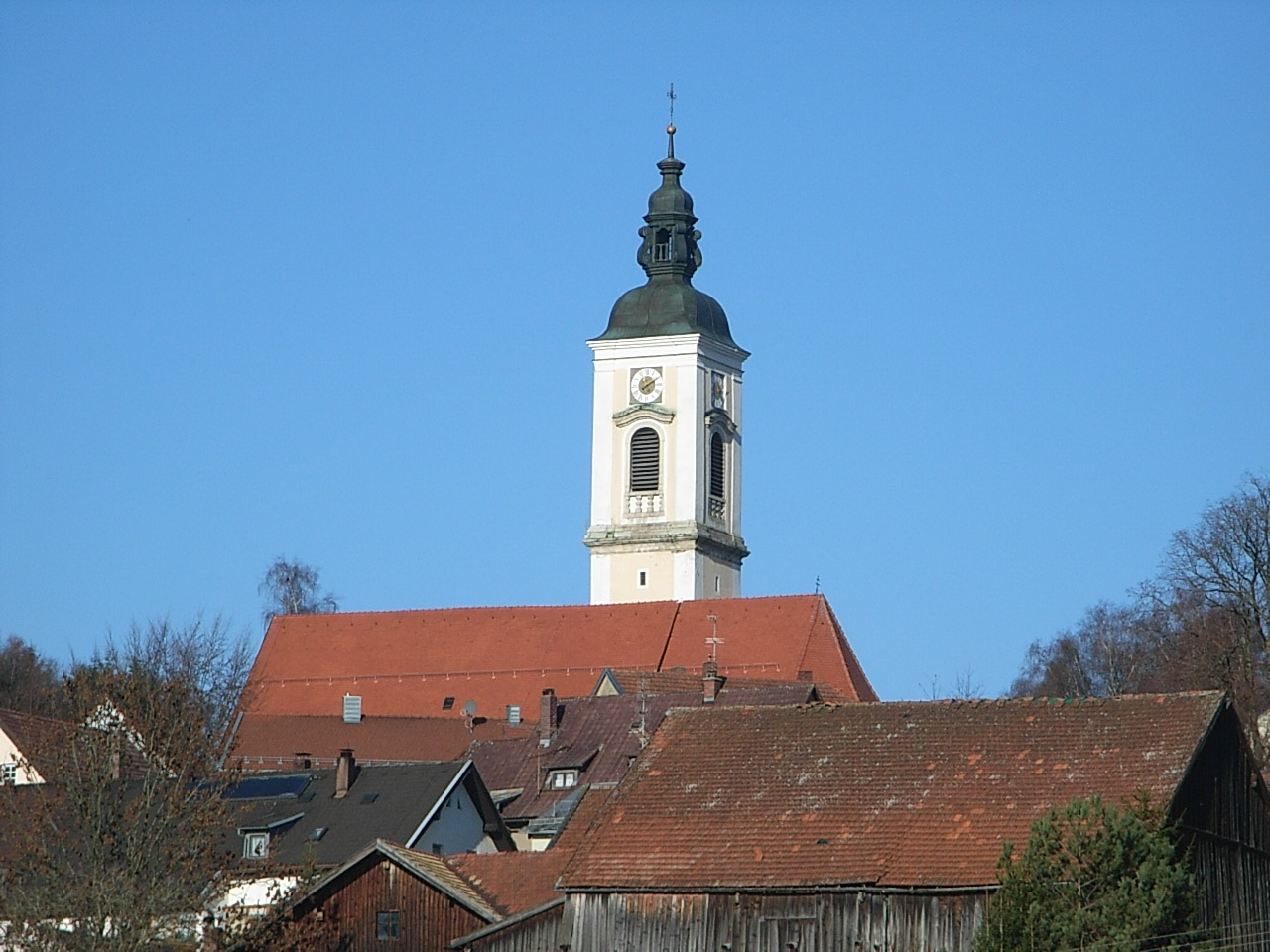
Kościół

Kirchdorf im Wald, Kirchdorf i. Wald – miejscowość i gmina w Niemczech, w kraju związkowym Bawaria, w rejencji Dolna Bawaria, w regionie Donau-Wald, w powiecie Regen. Leży w Lesie Bawarskim, około 12 km na południowy wschód od miasta Regen, przy drodze B85.

## Dzielnice
W skład gminy wchodzą następujące dzielnice: Abtschlag, Bruck, Grünbach, Grünbichl, Haid, Kirchdorföd, Schlag, Trametsried i Waldhaus.

## Zabytki
- barokowy kościół parafialny, wybudowany w 1708